# Markiz Pombal
Sebastião José de Carvalho e Melo, prvi markiz od Pombala in prvi grof od Oeirasa, znan kot Markiz Pombal (portugalsko Marquês de Pombal; angleško Marquis of Pombal; portugalska izgovorjava: [mɐɾˈkeʃ dɨ põˈbaɫ]) ali samo Pombal,  portugalski državnik in diplomat, * 13. maj 1699, Lizbona, † 8. maj 1782.
Dejansko je vladal v portugalskemu cesarstvu od 1750 do 1777 kot glavni minister kralja Jožefa I. in liberalni reformator v duhu razsvetljenstva ter prostozidarstva. 
Pombal je uspešno vodil okrevanje Portugalske po Lizbonskem potresu leta 1755 in posodobil upravne, gospodarske ter cerkvene ustanove kraljestva. V svoji dolgi ministrski karieri je Pombal kopičil bogastvo in izvajal samodrštvo.

## Življenjepis
Sebastião José de Carvalho e Melo ((portugalska izgovorjava: [sɨbɐʃtiˈɐ̃w̃ ʒuˈzɛ dɨ kɐɾˈvaʎu i ˈmɛlu])  – navadno skrajšano kot Pombal – se je rodil 13. maja 1699 v Lizboni. Njegov oče je bil kmet - zemljiški posestnik Manuel de Carvalho e Ataíde, mati pa Teresa Luísa de Mendonça e Melo. 
Njegov stric Paulo de Carvalho je bil politično vpliven duhovnik in profesor na Univerzi v Coimbri. V mladosti je študiral na Coimbrijskem vseučilišču, kratko služil vojaščino, kjer je dosegel čin desetnika, nato pa nadaljeval učenje in se preselil v Lizbono.
Zaljubil se je v Terezo de Mendonça e Almada (1689–1737), nečakinjo grofa Arcosa ter z njo pobegnil. Poroka je razburila duhove, saj se je poročila proti volji svoje plemenite družine, ki je zato mlademu paru naredili življenje neznosno; sčasoma sta se nato preselila na posestvo Melo blizu Pombala. Pombal je nadaljeval učenje, študiral pravo in zgodovino ter bil 1734 sprejet v Kraljevsko zgodovinsko društvo.
1738 si je s stričevo pomočjo zagotovil pri kralju Ivanu V. imenovanje za veleposlanika v Veliki Britaniji, 1745 – 1749 pa je služil kot veleposlanik v Avstriji. Ko je zasedel prestol leta 1750 Jožef I., je imenoval Pombala za državnega tajnika za zunanje zadeve.
Kljub močnemu nasprotovanju dednega portugalskega plemstva fidalgo si je Pombal pridobil Jožefovo zaupanje in je bil do leta 1755 »de facto« vrhovni kraljevi minister. Odločno je vodil obnovitvena dela po lizbonskem potresu, enem od najsmrtonosnejših potresov v zgodovini – 7,7-9. stopnje po Richterju s cunamijem, ki je Lizbono skoraj popolnoma razrušil; z železno roko je vzdrževal javni red in mir, organiziral pomoč in nadzoroval obnovo prestolnice v pombalskem arhitekturnem slogu. 
Pombal je bil leta 1757 imenovan za državnega tajnika za notranje zadeve in je utrdil svojo oblast med še danes sporno Távorsko zadevo leta 1759, ko je z nezaslišano surovostjo in brez zadostnih dokazov dal usmrtiti vodilne člane plemiške stranke in nekatere vidnejše jezuite, obenem pa kot prvi v Evropi neusmiljeno zatrl Družbo Jezusovo. 
Leta 1759 je kralj Jožef za vse te zasluge podelil Pombalu naziv grofa od Oeirasa, leta 1769 pa še markiza Pombala.

## Delovanje

### Pombalove reforme
Pombalove reforme so bile niz preureditev, katerih namen je bil, da bi Portugalska postala gospodarsko samozadostna in poslovno močna država s širjenjem brazilskega ozemlja, poenostavljenjem upravljanja kolonialne Brazilije ter davčno in gospodarsko reforme tako v koloniji kot v Kraljevini Portugalski.
V dobi razsvetljenstva je Portugalska veljala za majhno in zaostalo deželo in je leta 1750 imela tri milijone prebivalcev. Gospodarstvo je bilo razmeroma trdno, čeprav odvisno od kolonialne Brazilije za velik del pridelkov in od Anglije za večino izdelkov. Izvoz se je odvijal večinoma prek tujih trgovcev, kot so bili angleški francoski poslovneži.
Potrebo po rasti proizvodnje je terjalo potratno življenje in poraba portugalskega dvora, lizbonski potres 1755, izdatki za vojne s Španijo za južnoameriška ozemlja ter izčrpani rudniki zlata in diamantov v Braziliji.

### Pogrom nad plemstvom, Indijanci in jezuiti

#### Tavorska zadeva
Po potresu 1755 je Jožef I. svojemu predsedniku podelil še več pooblastil in Pombal je sklenil obračunati z vsemi svojimi resničnimi in namišljenimi nasprotniki iz vrst visokega plemstva in jezuitov, ki so imeli v svojih rokah šolstvo. V njihovih zavodih se je zastonj šolalo 10.000 učencev. To je številka, ki jo je Portugalska dosegla šele v začetku 20. stoletja, ko je dežela imela že dvakrat več prebivalcev kot ob izgonu jezuitov. 

##### Jožefove ljubezenske pustolovščine
Jožefova zakonita žena Mariana Victoria je ljubila glasbo in lov, tako kot njen mož, vendar je bila tudi resna ženska, ki ni odobravala Jožefovih številnih ljubezenskih pustolovščin in se ni obotavljala, da bi jih javno obsojala pred znanci. Imela sta štiri hčere, ki so se rodile, preden je lahkomiselni Jožef zasedel prestol po smrti svojega očeta Ivana V.
Leta 1758 je bil Jožef I. ranjen v napadu, ko se je ponoči brez spremstva vračal z obiska pri svoji ljubici, mladi markizi Távora. Kazno je, da je jezdil po področju, ki je bilo znano po razbojniških napadih. Pombal je dal takoj prijeti dva razbojnika, z mučenjem izsilil priznanje in ju usmrtil, ne da bi čakal na soočenje z drugimi obtoženci. 

##### Uničenje opozicije
Izrabil je priložnost, da je vpletel v zadevo tudi družini Távora in vojvoda Aveira – katerih krivda je še danes sporna, saj kljub strašnemu mučenju nihče od njih ni priznal krivde; poleg tega pa v  tem času nihče ni izkoristil možnosti za pobeg iz kraljestva, za kar bi imeli možnosti, če bi se počutili krive.
Pombal ni pokazal nobenega usmiljenja in je preganjal, dal mučiti in usmrtiti vse osumljene osebe, tudi ženske in otroke; kraljičina prošnja je uspela rešiti mučenja in smrti le nekatere od njih. To je bil zadnji udarec, s katerim je Pombal za vselej zlomil moč aristokracije.
Ljubosumen na vpliv jezuita Gabrijela Malagrida na portugalskem dvoru, ki mu je bil zato že dolgo trn v peti, ga je ob tej priliki Pombal skupaj z drugim jezuiti obtožil brez prepričljivih dokazov za zaroto. 
Kot omenjeno, se je takrat mladi kralj pozno ponoči vračal z vasovanja skozi od razbojnikov ogrožano področje kar brez straže in kakršnekoli kraljevske oznake - in bil v napadu ranjen on in njegov spremljevalec, ko sta nanju streljala dva ali trije zakrinkani napadalci. Od ran sta si oba kmalu opomogla. Prvi minister je videl priložnost za omejitev vpliva jezuitov in plemiških družin, pa je obtožil ene in druge. Ko Gabrijelu sodelovanja niso mogli dokazati, poleg tega pa ga kot duhovnika ni bilo mogoče obsoditi zaradi veleizdaje, ga je Pombalov brat Pavel, ki je bil glavni inkvizitor, dal obtožiti zaradi herezije. Toda inkvizicija je delovala pošteno in mu ni mogla dokazati krivde – zato je Pavel zamenjal sodnika z ubogljivim, ki je po izjavah krivih prič obsodil Malagrida na strašno ječo, v kateri je zaradi nečloveškega ravnanja in nezaslišanih lažnih obtožb zblaznel: temu je sledila še strašnejša smrt - sežig na grmadi.
Za nagrado ga je kralj Jožef I. leta 1759 imenoval za grofa od Oeirasa in tako se mu ni upal nihče več zoperstavljati. Ko pa je 1770 postal še markiz od Pombala, je dejansko brez ugovora vladal Portugalski vse do smrti Jožefa I. leta 1777.

#### Učeni jezuiti vodijo šolstvo
Pombal je kot veleposlanik dolgo časa živel zunaj Portugalske – na Dunaju in v Londonu, ki je bil glavno središče razsvetljenstva v povezavi s prostozidarstvom in protestantizmom. Pod temi vplivi je začelo Pombala motiti dejstvo, da je Družba Jezusova imela v svojih rokah znanost in izobraževanje, ki ju je hotel podržaviti, ker da so jezuiti napoti portugalski usmeritvi v razsvetljenstvo. Nanj je vedno bolj vplivalo jezuitom in katoličanom sovražno izročilo Velike Britanije. 
Na Dunaju pa se je spoprijateljil še z Van Swietenom, zaupnikom Marije Terezije, ki je bil zagrizen nasprotnik avstrijskih jezuitov. 
Kot premier je Pombal sedaj zvijačno vpletel jezuite v propagandno vojno, ki jo je pozorno spremljala preostala Evropa in sprožil številne teorije zarote v zvezi z oblastiželjnostjo tega reda. Med Tavorsko zadevo je obtožil Družbo Jezusovo izdaje in poskusa kraljoubojstva, kar je bilo nekaj nezaslišanega v dobi prodirajočega vsesplošnega evropskega absolutizma.

#### Rasistični pogrom nad amazonskimi domorodci
Zgodovinarji danes priznavajo pozitivno vlogo Družbe Jezusove pri poskusu zaščite ameriških domorodcev v portugalskih in španskih kolonijah ter dejstvo, da so zahteve, ki so jim jih naložili osvajalci – tj. preselitev vseh domorodcev s portugalskega na špansko vplivno območje –, sprožile t.i. Gvaransko vojno, v kateri so španski in portugalski rasisti prepolovili število pripadnikov domačega – svobodoljubnega Gvaranskega plemena, ki seveda ni bilo kos sodobni oborožitvi belcev - čeprav so jih jezuiti brezuspešno nagovarjali na preselitev, da bi se izognili grozečemu spopadu. Sedaj pa je izpadlo, ko da so oni spodbudili vstajo domorodcev. 
10. februarja 1756 so združene sile 3000 španskih in portugalskih vojakov porazile Gvarance v bitki pri Caiboatéju, v kateri je padlo 1511 domačinov in le 4 Evropejci
Glede na popis prebivalstva iz leta 1756 je bilo Gvarancev na področju sedmerih jezuitskih redukcij 14.284, kar pomeni 15.000 manj, kot pa jih je tam živelo leta 1750 in se to po pravici šteje za genocid. Prejšnji jezuitski misijon so zasedli portugalski Brazilci do 1759.

#### Izgon jezuitov
Med portugalsko krono in jezuiti so bile dolgotrajne napetosti, saj so jezuiti dokaj samostojno vodili ljudsko izobrazbo; tako je bilo mogoče afero Távora šteti kot pretvezo za razplet spora, ki je povzročil izgon jezuitov iz Portugalske in njenih kolonij leta 1759. Njihovo premoženje je zaplenila krona.
Pombal je na ta način začel pregon in izgon jezuitov iz Portugalske in njenih kolonij, kar se je nadaljevalo kot plaz in so mu sledili po skoraj vseh evropskih deželah in njihovih kolonijah. Ta nasilnost je dosegla vrhunec leta 1773, ko so evropski samodržci – na čelu z Bourboni – tako rekoč prisilili papeža Klemena XIV. izdati bulo, s katero je razpustil Družbo Jezusovo; saj so sicer grozili z razkolom, ki bi bil obsežnejši od protestantovskega.
Papež pa ne samo, da je Družbo razpustil, ampak je dal zapreti tudi jezuitskega vrhovnega generala Riccija v Angelski grad, kjer je kmalu umrl.

## Ponižanje, smrt in spomin

### Ponižanje
Hči in naslednica kralja Jožefa, kraljica Marija I. Portugalska, ni marala Pombala. Bila je pobožna ženska, ki so jo vzgajali jezuitje; ob svojem vzponu na prestol je storila tisto, kar se je davno zaobljubila: odvzela je Pombalu vse njegove visoke službe in položaje.
Izdala je tudi eno prvih prepovedi približevanja v zgodovini, s katero je zapovedala, da se ji Pombal ne sme približati na 20 milj. Če bi potovala v bližino njegovih posesti, se je bil prisiljen umakniti iz svoje hiše, da bi izpolnil kraljevi odlok. Najmanjše sklicevanje na Pombala v njeni prisotnosti naj bi pri kraljici izzvalo napade besa.

### Smrt
Pombal je umrl na svojem posestvu v Pombalu leta 1782. 

### Spomin
Pombal je zgradil palačo v Oeirasu, ki jo je zasnoval Carlos Mardel. V palači so bili francoski vrtovi, popestreni z značilnimi portugalskimi ploščicami. V vinogradih so bili napeljani slapovi in vodometi.
Danes se eden najbolj prometnih lizbonskih trgov in podzemna železniška postaja imenujeta v njegovo čast "Marquês de Pombal". Na trgu je tudi mogočen markizov kip, ki ga prikazuje s polgolo žensko, levom in listino o izgonu jezuitov.

#### Poimenovanja
Leta 1771 je botanik Domenico Vandelli odkril novo vrsto - Pombalia, rod cvetočih rastlin iz Amerike, ki pripada družini Violaceae in jo je poimenoval v čast markiza Pombala.
João Francisco de Saldanha Oliveira e Daun, prvi vojvoda Saldanhaški je bil njegov pravnuk.

### Ocena
V svoji dobi pa vse do dandanes je bil Pombal sporna osebnost. Zgodovinarji mu zamerijo zlasti surovost, s katero se je obračunaval s svojimi resničnimi ali namišljenimi nasprotniki: plemstvom, amazonskimi domorodci in jezuiti. 
Po mnenju zgodovinarjev Lockharta in Schwartza so »neodvisnost, moč, bogastvo, nadzor nad izobraževanjem in povezanost z Rimom naredile jezuite za očitno tarčo Pombalovega razsvetljeno-prostozidarsko nestrpnega samodrštva.«

#### Vsestranski napadi na Družbo Jezusovo
| Verfolgung (der Katholischen Kirche) im XVIII. Jahrhundert: Jesuitenverfogung | Preganjanje (katoliške Cerkve) v 18. stoletju: preganjanje jezuitov |
| --- | --- |
| 1. In Portugal war es der Todfeind der Jesuiten, Marquis Pombal. Er war ein stolzer Emporkömmling und lüstern nach den angeblich großen Gütern des Ordens. Vom Sohne eines Landmannes hatte er es zum Minister gebracht, der mit König Joseph Emanuel I. Von Portugal Mißbrauch trieb und später wegen Veruntreuungen von Geldern vor Gericht gestellt werden mußte. (Feinde der Jesuiten – weltliche Personen) 2. Ein Jesuitenfresser war auch der Exkapuziner Peter Parisot, ein Schurke erster Klasse. Derselbe wurde von Pombal nach Portugal gerufen und bekam die Aufgabe, Lügen auf Lügen geneg die Jesuiten zu schmieden und zu veröffentlichen. 3. Man verfuhr, wie immer, so auch hier zunächst mit List. Man verletzte Ehre und guten Namen der Jesuiten durch die schamlosesten Verleumdungen und Betrügereien. In Portugal Pombal streute aus, sie hätten in ihren Reduktionen in Paraguay und Uruguay einen König, mit einem großen Heere, sie hätten duch Bedrückung der Indianer sich ungeheure Schätze erworben. – Beim Paapst wurden sie verleumdet, als wäre der Orden innerlich ganz zerfallen und bedürfe einer gründlichen Reform und einer eingehenden Visititation. (Listige Verfolgung) 4. Grausamkeit und Hinterlist Pombals. Während der Hinrichtung – sie dauerte 8 Stunden – schaute Pombal aus seinem Luftschlosse vergnügt dem blutigen Schauspiele zu. Die Kolbenschläfge wuredn den Opfern in Zwischenräumen gegeben, um die Qual zu verlängern. Pombal hatte Begnadigung der Mutter Tavoras gefürchtet, darum ließ er sie zuerst hinrichten; als dann die Begnadigung wirklich kam, war sie schon tot. – Diese Morde wurden ausgeführt ohne Beweis, auf ein bloßes, vielleicht gar selfsterfundenes Gerücht hin, um dann die Jesuiten als am Attentat mitschuldig hinstellen zu können. In der That wurden sie ohne Beweis einfach als Mitverschworene auf ewige Zeiten aus Portugal verbannt. (Die Verfolgung der Familie Tavora. Justizmord an dem Herzog Aveiro.) 5. Die herrlichen Reduktionen in Südamerika wurden mitten in ihrer Blüte durch Portugal vernichtet. (Gewaltsame Verfolgung gegen Eigentum.) . | 1. Na Portugalskem je bil smrtni sovražnik jezuitov markiz Pombal. Bil je ponosen novopečeni gospod in požrešen na domnevno velika posestva reda. Iz kmečkega sina je postal minister, ki je zlorabljal zaupanje portugalskega kralja Jožefa I., pozneje pa so mu morali soditi zaradi poneverbe denarja in ga je rešila smrti le kraljičina pomilostitev. (Sovražniki jezuitov - posvetni ljudje) 2. Prvorazredni požeruh jezuitov je bil tudi odpadli kapucin Peter Parisot. Pombal ga je (iz Francije) poklical na Portugalsko in mu dal za nalogo kovati in objavljati laži proti jezuitom. 3. Kot vedno so tudi tukaj uporabili zvijačnost. Čast in dobro ime jezuitov so njihovi sovražniki očrnili z najbolj nesramnimi klevetami in goljufijami. Na Portugalskem je Pombal širil govorice, da so imeli v svojih redukcijah v Paragvaju in Urugvaju kralja z veliko vojsko in da so si z zatiranjem domorodcev pridobili ogromne zaklade. – Pred papežem pa jih je obrekoval, češ da je red notranje popolnoma propadel in torej zahteva temeljito prenovo in natančno preiskavo (tj. izredno vizitacijo - Prepredeno preganjanje) 4. Pombalova krutost in zahrbtnost. Med usmrtitvijo (plemiške družine Tavora) - trajala je 8 ur - je Pombal veselo opazoval krvavi prizor s svoje visoke opazovalnice. Žrtvam so v presledkih (z železnim kijem) drobili posamezne ude, da bi podaljšali trpljenje in umiranje. Pombal se je zbal pomilostitve za Tavorino mater, zato jo je dal usmrtiti najprej; ko je pomilostitev dejansko prišla, je bila ona že mrtva. Ti umori so bili izvedeni brez dokazov, morda celo zgolj na podlagi nezanesljivih govoric, da bi potem lahko okrivili jezuite kot sokrivce za napad (na kralja Jožefa I.). Pravzaprav so jezuite s Portugalskega preprosto za vedno izgnali brez dokazov kot sozarotnike. (Preganjanje družine Tavora. Sodni umor vojvoda Aveira.) 5. Čudovite jezuitske redukcije v Južni Ameriki je sredi njihovega razcveta uničila Portugalska. (Prisilno preganjanje lastnine) |

### Prvotni viri
- Alden, Dauril (1968). »Pombal's colonial policy«. Royal Government in Colonial Brazil with Special Reference to the Administration of the Marquês of Lavradio, Viceroy, 1769–1779. Berkeley/Los Angeles: University of California Press. ISBN 978-0520000087.
- Athelstane, John Smith (1843). Memoirs of the Marquis of Pombal; with Extracts from his Writings, and from Despatches in the State Paper Office, Never Before Published. Volume 1. London: Longman, Brown, Green, and Longmans. hdl:2027/nyp.33433082363122. ISBN 978-1402179129.
- Athelstane, John Smith (1843). Memoirs of the Marquis of Pombal; with Extracts from his Writings, and from Despatches in the State Paper Office, Never Before Published. Volume 2. London: Longman, Brown, Green, and Longmans. hdl:2027/nyp.33433082363130. ISBN 978-1402177675.
- Azevedo, J. Lúcio de (1922). O Marquês de Pombal e a sua Época (v portugalščini). Rio de Janeiro: Anuário do Brasil. ISBN 978-9724739762.
- Cheke, Marcus (1938). Dictator of Portugal: A Life of the Marquês of Pombal, 1699–1782. Ayer Company Publishers.
- Chisholm, Hugh, ur. (1911). »Pombal, Sebastião Jose de Carvalho e Mello, Marquess of« . Enciklopedija Britannica (v angleščini). Zv. 22 (11. izd.). Cambridge University Press.
- Leutzsch, Andreas (2014). »Portugal: A Future's Past between Land and Sea«.  V Vogt, Roland; Cristaudo, Wayne; Leutzsch, Andreas (ur.). European National Identities: Elements, Transitions, Conflicts. New Brunswick, New Jersey: Transaction Publishers. ISBN 978-1412852685 – prek Google Books.
- Lockhart, James; Schwartz, Stuart B. (1983). Early Latin America: A History of Colonial Spanish America and Brazil. Cambridge University Press. str. 3. ISBN 978-0521299299 – prek Internet Archive.
- Loveman, Brian, ur. (2004). »The Iberian military Tradition«. For la Patria: Politics and the Armed Forces in Latin America. Rowman & Littlefield Publishers. ISBN 978-0-585-28207-7 – prek Google Books.
- Maciel, Lizete Shizue Bomura; Neto, Alexandre Shigunov (2006). »Brazilian education in the Pombaline period: a historical analysis of the Pombaline teaching reforms«. Educação e Pesquisa. University of São Paulo. 32 (3). doi:10.1590/S1517-97022006000300003. ISSN 1678-4634.
- Maxwell, Kenneth (1995). Pombal, Paradox of the Enlightenment. Cambridge University Press. ISBN 978-0521450447 – prek Google Books.
- Pombal, Sebastião José de Carvalho e Melo, Marquês de. Cartas e outras obras selectas do Marquez de Pombal [selection], 1775–1780.
- Moore, George (1814). Lives of Cardinal Alberoni, the Duke of Ripperda, and Marquis of Pombal, Three Distinguished Political Adventurers of the Last Century. J. Rodwell. hdl:2027/wu.89094736428. ISBN 978-1270969167.
- Skidmore, Thomas E. (1999). Brazil: Five Centuries of Change. Latin American Histories. Oxford University Press. ISBN 978-0195058093.
- Prestage, Edgar. ed. Catholic Encyclopedia, 1911: Marquis de Pombal